# Silvio Kersten
Silvio Kersten (ur. 12 października 1978 w Premnitz) – amerykańsko-niemiecki kulturysta, trójboista siłowy, model i aktor, także pornograficzny. Znany również pod pseudonimem Chris Wide.

## Życiorys

### Wczesne lata
Urodził się w Premnitz, na północnym wschodzie Niemiec, gdzie w 1997 ukończył gimnazjum im. Alexandra von Humboldta. Wychowywał się w Bremerhaven. Ma brata, Rene Kerstena (ur. 1980). W młodości odbył służbę wojskową. W roku 1999 przeprowadził się do Eckernförde. Mieszkał też w Plön i Glückstadt, zanim zdecydował się wyjechać do Stanów Zjednoczonych, by zostać trenerem osobistym.

### Kariera w branży porno
Został dostrzeżony przez Internet w witrynie kultu mięśni przez koordynatora talentów Manfreda Speera i w 2004 rozpoczął karierę w gejowskiej branży pornograficznej pod pseudonim Chris Wide. Wkrótce nawiązał współpracę z wytwórnią Colt Studio Group.
Zadebiutował przed kamerami jako aktyw w scenie seksu grupowego w dwuczęściowym filmie Buckshot BuckleRoos (2004). Był potem obsadzony jako pasyw w produkcjach: Wide Strokes (2005), Muscle Up! (2005), Wide Shots (2005) w scenie z Carlo Masim, Man Country (2006) i Dual: Taking It Like a Man (2006).
Znalazł się na okładkach magazynów dla gejów takich jak „Men” (w kwietniu 2005, styczniu 2006, lutym 2007), „Mandate” (w czerwcu 2005) i „xXx Showcase”.
W 2005 uzyskał nominacje do Grabby Award w dwóch kategoriach: „Najlepszy debiutant” i „Najlepsza scena seksu solo” w filmie Minute Men 23 (2005). W Hamburgu wziął udział w sesji zdjęciowej Christmas Card (2005) z brazylijskim aktorem porno Rafaelem Alencarem. Wystąpił też w filmie dokumentalnym eXposed: The Making of a Legend (2005).
W 2006 był nominowany do nagrody Grabby w kategorii „Najlepsza scena seksu grupowego” w produkcji Buckleroos: Part I (2004). Wystąpił w filmie Naked Muscles: The New Breed (2007), nominowanym do GayVN Award w kategorii „Najlepszy cały seks na wideo”, a także Chris Wide (2012) oraz gejowskiej wersji porno komedii Jima Abrahamsa Hot Shots! – Top Shots (2014) i Top Shots 3 (2014).
W lipcu 2015 zajął szóste miejsce w rankingu „Najseksowniejsza gejowska gwiazda porno” (Los actores porno gay mas sexys listado 8), ogłoszonym przez hiszpański portal 20minutos.es.

### Kariera sportowa
Podjął pracę jako trener w słynnej siłowni Gold’s Gym w Los Angeles. Jako model podpisał kontrakt z NTA Talent Agency w Los Angeles. Gościł na okładkach czasopism sportowych: „MuscleMag International” (w lipcu 2009) i „Planet Muscle” (w listopadzie 2009).
Odnosił sukcesy na scenie kulturystycznej. W 2009 został zwycięzcą Mistrzostw Los Angeles w Culver City.
Uprawiał też trójbój siłowy.
W 2010 ukończył Los Angeles City College na wydziale komputerowego systemu informacyjnego, a po studiach został trenerem w Południowej Kalifornii.
Od 2011 związał się z organizacją SAG-AFTRA, która zrzesza amerykańskich aktorów. Pojawiał się w licznych reklamach telewizyjnych, produkowanych między innymi przez GoDaddy, Planet Fitness i Comcast Xfinity, w tym „Ripped” (2012) z Emanuelem Borrią, Kali Muscle, Tiną Chandler i Michaelem O’Hearnem i wyemitowanej podczas Super Bowl Godaddy: Bodybuilders (2014).

## Życie prywatne
Jest gejem. Był związany z aktorem porno Rafaelem Alencarem oraz modelem i kulturystą Vincentem Vossem.

## Wybrane osiągnięcia w kulturystyce
| Rok  | Federacja kulturystyczna          | Mistrzostwa                            | Kategoria                  | Rezultat      |
| ---- | --------------------------------- | -------------------------------------- | -------------------------- | ------------- |
| 2009 | National Physique Committee (NPC) | Mistrzostwa Los Angeles w kulturystyce | ogólna – nowicjuszy        | złoty medal   |
| 2009 | National Physique Committee (NPC) | Mistrzostwa Los Angeles w kulturystyce | nowicjuszy, waga ciężka    | złoty medal   |
| 2009 | National Physique Committee (NPC) | Mistrzostwa Los Angeles w kulturystyce | mężczyzn, waga superciężka | srebrny medal |

## Nagrody i nominacje
| Rok  | Nagroda      | Kategoria                       | Film                      | Inni wykonawcy                                                               | Rezultat  |
| ---- | ------------ | ------------------------------- | ------------------------- | ---------------------------------------------------------------------------- | --------- |
| 2005 | Grabby Award | Najlepszy debiutant             | –                         | –                                                                            | Nominacja |
| 2005 | Grabby Award | Najlepsza scena seksu solo      | Minute Men 23 (2005)      | –                                                                            | Nominacja |
| 2006 | Grabby Award | Najlepsza scena seksu grupowego | Buckleroos: Part I (2004) | Edu Boxer, Jake Andrews, Marcus Iron, Dean Phoenix, Mike Dasher i Sam Shadon | Nominacja |